# Arycanda georgiata
Arycanda georgiata là một loài bướm đêm trong họ Geometridae.